# 切森特足球會
切森特足球會（Cheshunt Football Club）是一支位於英格蘭切森特的職業足球會，目前於英格蘭足球依斯米安聯賽超聯組角逐。

## 外部連結
- Club Website